# Twiggs County
Twiggs County är ett administrativt område i delstaten Georgia, USA, med 9 023 invånare. Den administrativa huvudorten (county seat) är Jeffersonville. 

## Geografi
Enligt United States Census Bureau har countyt en total area på 940 km². 933 km² av den arean är land och 7 km² är vatten.

### Angränsande countyn
- Wilkinson County, Georgia - nordost
- Laurens County, Georgia - sydost
- Bleckley County, Georgia - syd
- Houston County, Georgia - sydväst
- Bibb County, Georgia - väst
- Jones County, Georgia - nordväst